# Emiel Van der Veken
Emiel Van der Veken (Heist-op-den-Berg, 22 april 1920 - Lochristi, 10 december 2005) was een Belgisch beroepsrenner van 1943 tot 1953.
Emiel Van der Veken was geen echte finisher, maar zijn erelijst telt toch 16 zeges:
1943
- Zarren

1945
- Putte-Mechelen

1947
- Zandhoven

1948
- Dr. Tistaertprijs Zottegem

1949
- Kampioenschap van Vlaanderen Koolskamp
- Ronde van West-Vlaanderen
- Tourcoing-Dunkerque-Toircoing
- Blankenberge

1950
- etappe van de Ronde van Nederland
- Stekene
- tweede etappe van Dwars door België
- Hooglede
- Sint-Lievens-Houtem
- Komen

1951
- Emelgem
- Veurne